# Hanging Rock (Ohio)
Hanging Rock è un villaggio degli Stati Uniti d'America, situato nello stato dell'Ohio, nella contea di Lawrence.